# Route nationale 518
Die Route nationale 518 (N 518) war von 1933 bis 1973 eine französische Nationalstraße, die zwischen Lyon und Die verlief. Ihre Länge betrug 163 Kilometer. 1973 wurde sie bis auf einen kurzen Abschnitt in Lyon abgestuft. Dieser folgte dann 1984. Zwischen Échevis und Les Barraques-en-Vercors wurde 2008 ein Tunnel in Betrieb genommen der die alte Straße durch die Schlucht Grands Goulets umgeht. Die alte Straße ist heute durch Tore abgesperrt und nicht zugänglich.

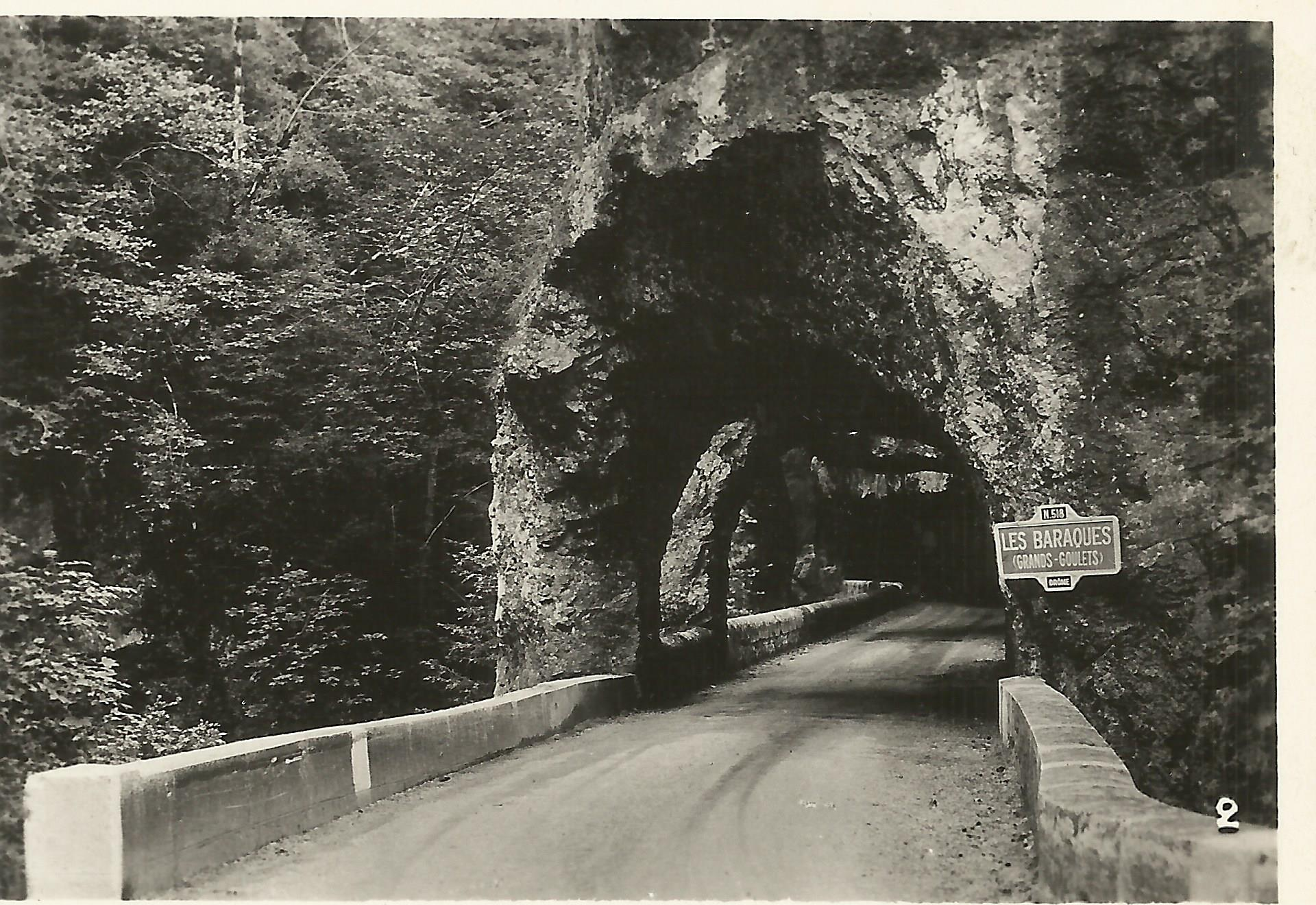
Ehemalige Nationalstraße N 518 in den Grands Goulets

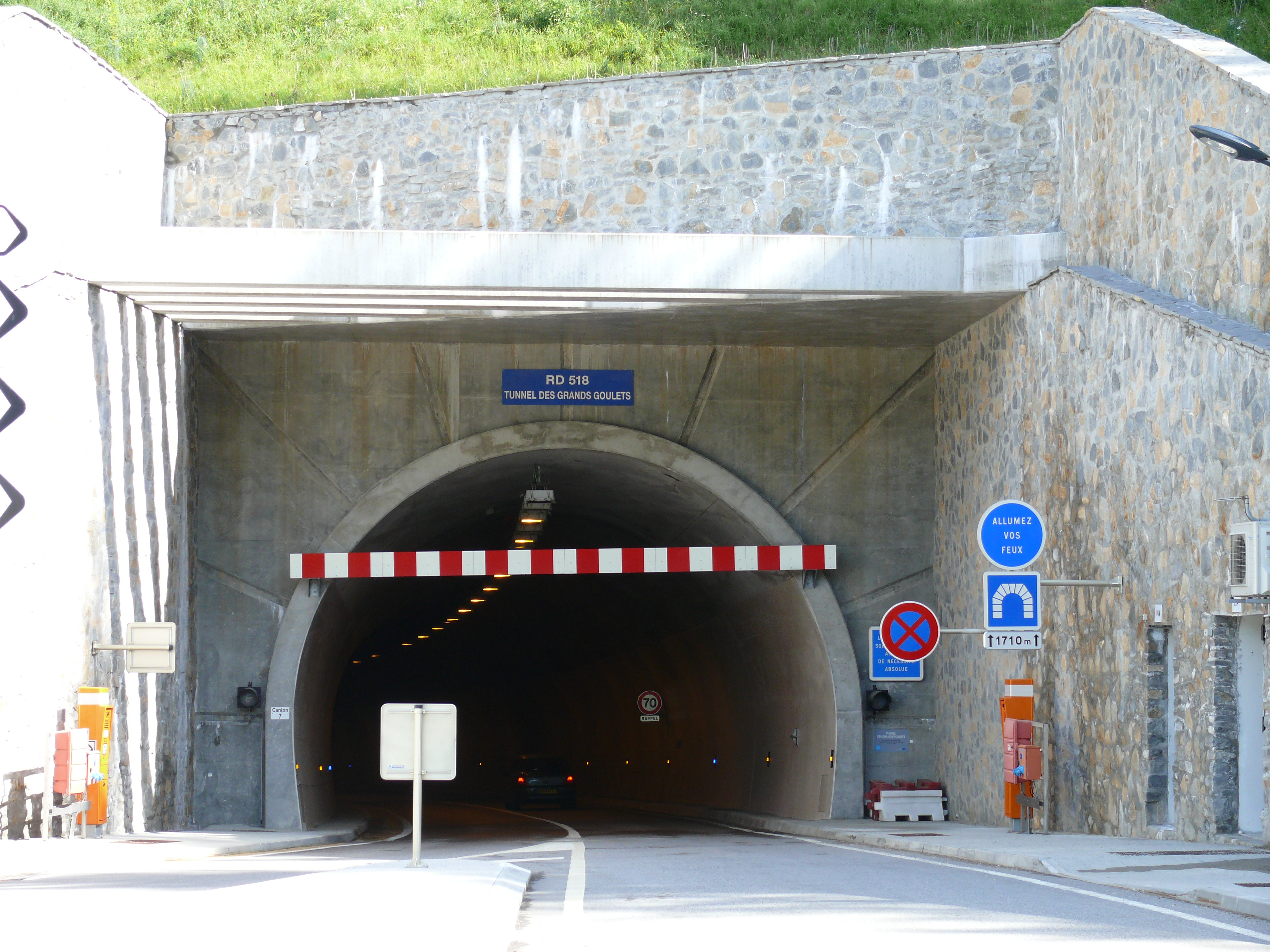
Der 2008 eröffnete Grands-Goulets-Tunnel